# Bet Agion

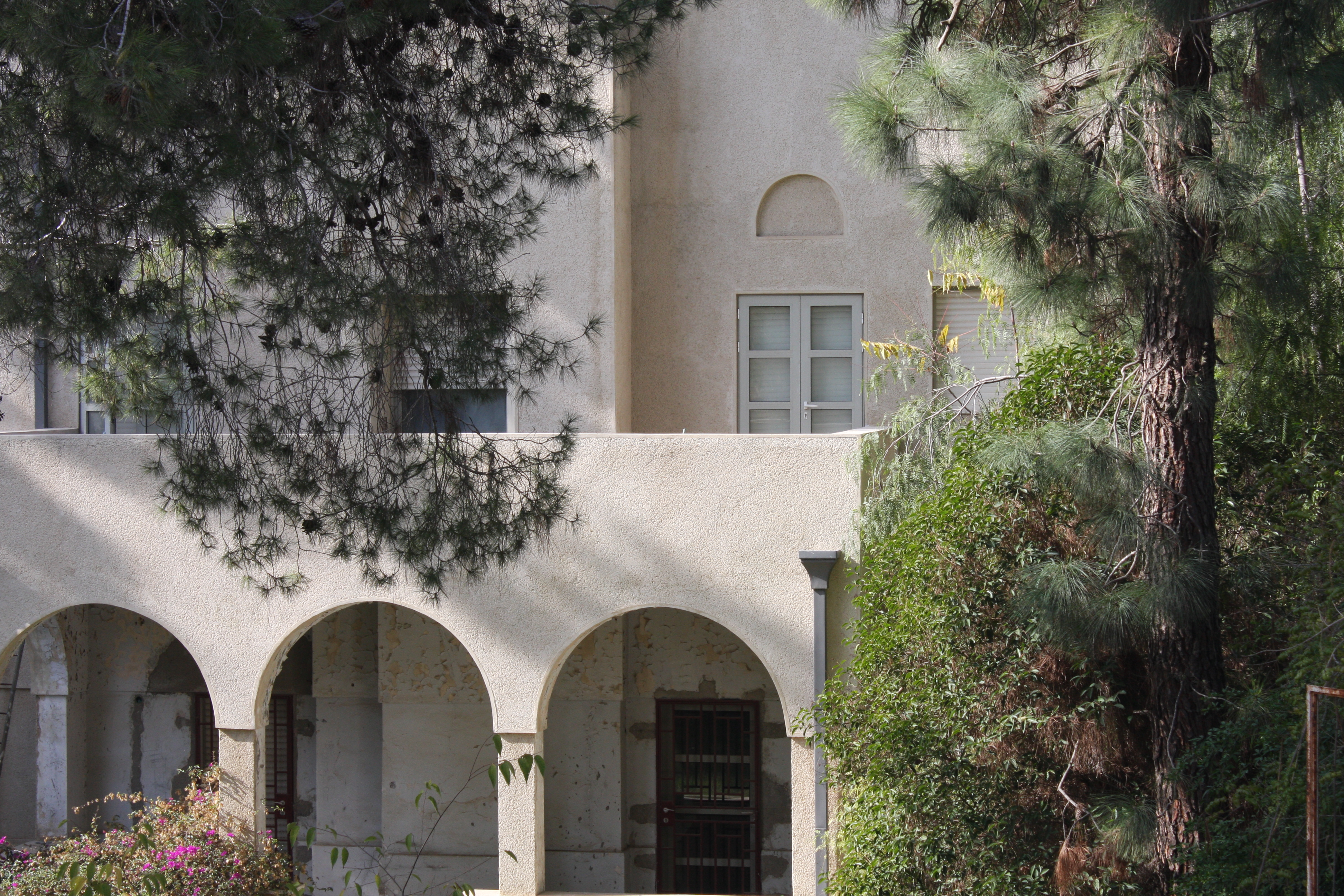
Bet Julius Jacobs, a miniszterelnök rezidenciája 1974-ig

Bet Agion (héberül: בית אגיון, Agion Ház), más néven Bet Ros haMemsala (héberül: בית ראש הממשלה, szó szerint A kormányfő háza) vagy metonim nevén Balfour Izrael miniszterelnökének hivatalos rezidenciája. A Smolenskin Street 9. szám alatt található, a Balfour Street sarkán, Jeruzsálem előkelő városközpontjában, a Rehavia negyedben.

## Történelem

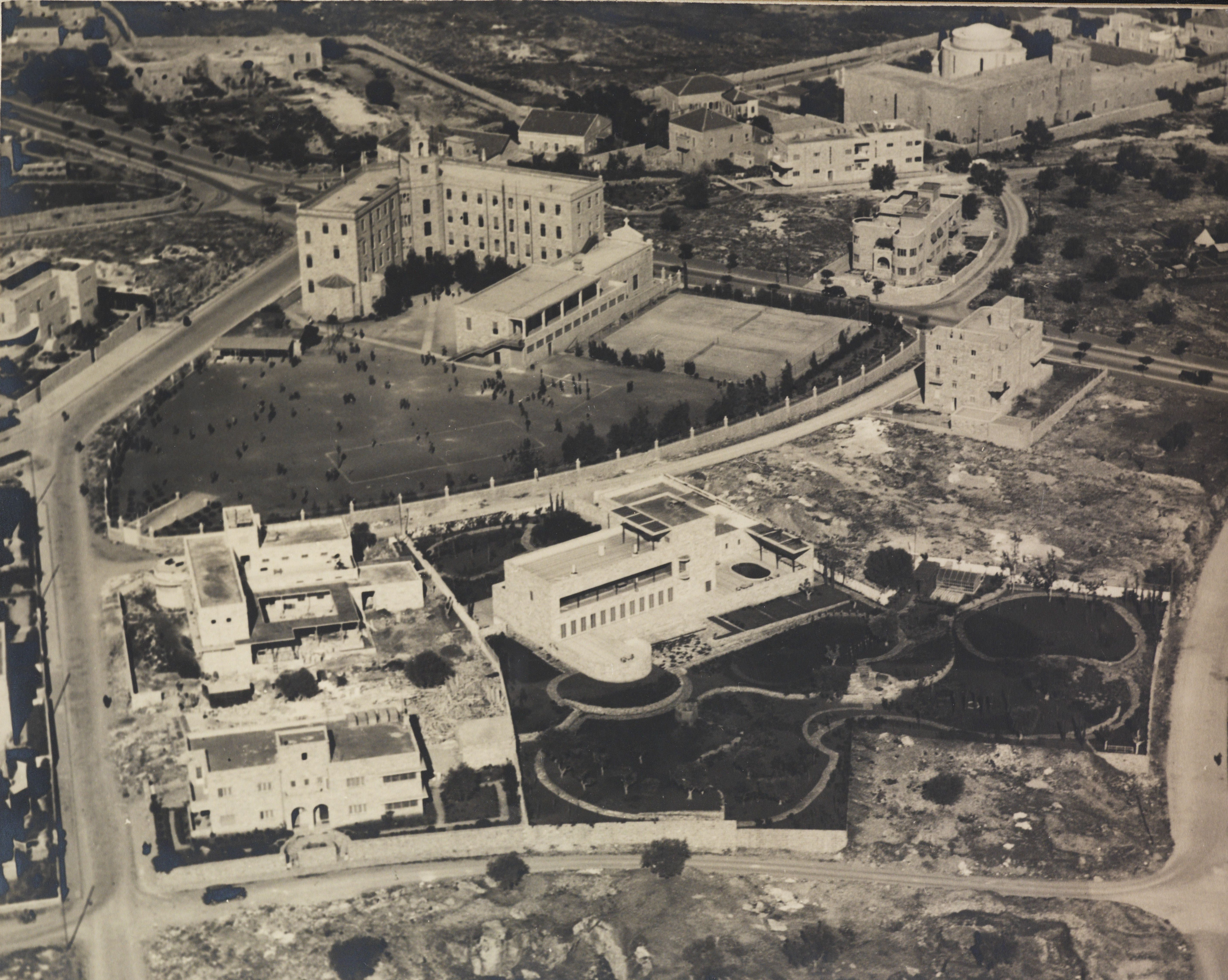
1938

A házat 1936 és 1938 között építették Edward Aghion görög-zsidó kereskedőnek, aki az egyiptomi Alexandria jómódú lakosa volt. Richard Kauffmann német építész tervezte.
1941-ben II. Péter, Jugoszlávia királya lakott a házban. Az 1948-as arab–izraeli háború alatt az Irgun harcosok kórházaként szolgált.
1952-ben az izraeli kormány megvásárolta a házat azzal a céllal, hogy a külügyminiszter hivatalos rezidenciájává tegye. 1974-ben az izraeli kormány úgy döntött, hogy a miniszterelnök hivatalos rezidenciáját a Julius Jacobs House- ból ( com ), amely 1950 és 1974 között az izraeli miniszterelnök hivatalos rezidenciájaként szolgált, áthelyezi Beit Aghionba. Az 1990-es években biztonsági okokból falat emeltek a ház köré, és a Balfour utca egy részét lezárták a forgalom elől.

## Építészet
Az épület több, egymáshoz kapcsolódó négyzettömbből áll, és az épület közepén egy lépcsőház található, amelyet elöl ablaksor díszít. Az épület homlokzatán is található egy, a nemzetközi stílusra jellemző, körkörösen, csónakszerűen formált rész. A ház jeruzsálemi kővel van bevonva. A helyiségekhez tartozik egy belső udvar (terasz), amely eltér a közös nemzetközi stílustól, de gyakori az iszlám stílusú épületek között. A teraszt valószínűleg az Agion család kérésére építették bele.

## Javasolt lakóhely költözés
2009. február 8-án az izraeli kormány jóváhagyta az Almog Projektet, amely előírja, hogy a miniszterelnök hivatalos rezidenciáját egyesítsék a kormánykomplexumban, illetve Bet Agionon kívüli irodájával. A tervezett projekt költsége körülbelül 650 millió sékel volt, ezért túlzottan extravagánsnak minősítették. Április 5-én törölték az izraeli miniszterelnök hivatalos rezidenciájának áthelyezéséről szóló határozatot.
2014-ben a miniszterek jóváhagyták azt a tervet, hogy a hivatalos rezidenciát a miniszterelnökség közelébe helyezzék át.
- Izrael miniszterelnöke
- Miniszterelnöki Hivatal (Izrael)
- Beit HaNassi
- Ben Gurion ház

## Fordítás
Ez a szócikk részben vagy egészben a Beit Aghion című angol Wikipédia-szócikk ezen változatának fordításán alapul.  Az eredeti cikk szerkesztőit annak laptörténete sorolja fel. Ez a jelzés csupán a megfogalmazás eredetét és a szerzői jogokat jelzi, nem szolgál a cikkben szereplő információk forrásmegjelöléseként.